# Monchaux-sur-Écaillon
Monchaux-sur-Écaillon è un comune francese di 563 abitanti situato nel dipartimento del Nord nella regione dell'Alta Francia.
Come si evince dal toponimo stesso, il territorio comunale è bagnato dal fiume Écaillon.

## Società

### Evoluzione demografica
Abitanti censiti